# Grisó
Els grisons (Galictis) són un gènere de mustèlids que conté dues espècies vivents. Tant el grisó petit (Galictis cuja) com el grisó gros (Galictis vittata) viuen a Sud-amèrica, però aquest últim arriba fins a Centreamèrica (sud de Mèxic). El gènere també conté una espècie extinta, Galictis sorgentini, que visqué durant el Plistocè a la regió del que avui en dia és l'Argentina.